# Caderno de um Ausente
Caderno de um Ausente é um livro de 2014, o segundo romance escrito por João Anzanello Carrascoza. A obra ficou em 2º lugar no Prêmio Jabuti na categoria Romance na edição de 2015. É a obra inicial da trilogia intitulada Trilogia do Adeus, de 2017, com os livros Menina Escrevendo Com o Pai e A Pele da Terra.
A obra se assemelha a um caderno de anotações que reúne as impressões do narrador para a filha recém-nascida Beatriz.

## Sinopse
Um homem de cinquenta e tantos anos possui uma grande diferença de idade com sua filha recém-nascida Bia e, por isso, teme de que não terá muito tempo com ela. Então, ele escreve em um caderno de anotações as experiências cotidianas, as reflexões sobre a vida, e o estado de saúde de sua esposa.

## Características
No início da obra, o nascimento de Bia é narrado. A aproximação dela e de seu pai, por João não ter construído um laço físico com a menina, é dado pela linguagem, com uma construção de vínculo a partir das experiências e das aprendizagens.
Através de uma linguagem poética e metafórica que converse com o silêncio, o autor expõe reflexões sobre a vida comum, bem como sobre a ausência de si mesmo enraizada. Carrascoza molda um mundo de acordo com suas memórias e expõe, para sua filha Bia, a sua perspectiva de mundo ao criar uma rede de experiências, significados e aprendizagens.
Ao escrever essas anotações, formando uma longa carta para sua filha recém-nascida, há um tom de melancolia, pois o pai tem medo de não estar por perto quando ela crescer, o que gera uma angústia  nele por deter pouco tempo com Bia. Isso gera uma certa obsessão pelas palavras, pelo registro de cada momento entre os dois (por mais cotidiano e mundano que seja) e pela ideia de não ser esquecido.
Caderno de em Susente é como um monólogo interior, um fluxo de pensamento de João, mesmo que, implicitamente, há a interlocutora Bia, mas ela ainda não chegou a conhecer o mundo em que está.
O livro se encerra com a morte da mãe de Bia, Juliana, devido a uma doença. O pai e a filha, então fragmentados com a perda súbita, dividem essa ausência.

## Prêmios
- 2º lugar no Prêmio Jabuti - Romance Literário em 2015.[2]